# Universidad de Exeter
La Universidad de Exeter (en inglés: University of Exeter) es una universidad pública del Reino Unido. Está situada en la ciudad de Exeter, Devon, en el suroeste de Inglaterra. Fundada en 1922 como "University College of the South West of England", recibió la Carta Real en 1955. Es la única universidad de Éxeter y cuenta con dos campus: Streatham y St. Luke's. El campus más grande es Streatham, muy cerca del centro de la ciudad. La universidad es una de tres universidades en el condado de Devon. Las otras son la Universidad de Plymouth y la Universidad Plymouth Marjon. 
En 2013, Sunday Times nombró a la Universidad de Exeter «universidad del año» previamente también lo había sido, en 2007, según The Times. Exeter ha mantenido su posición en el top 10 del National Student Survey desde 2005. Exeter es una de las doce universidades de élite en Inglaterra, y en años recientes ha sido constantemente clasificada como una de las diez mejores universidades en todo el Reino Unido.